# آغازگر رادیکال

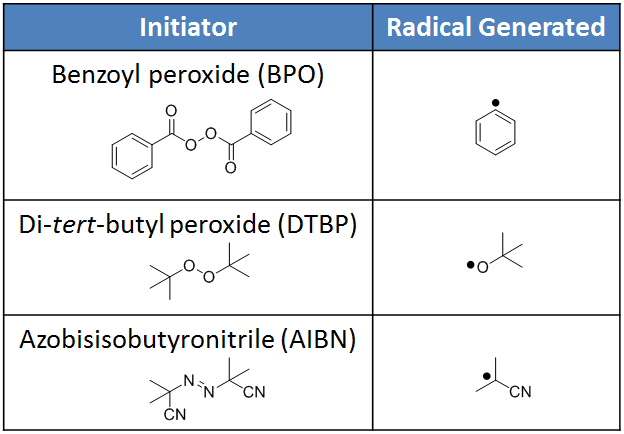
آغازگرهای رادیکال

در شیمی، آغازگرهای رادیکال(به انگلیسی: Radical initiator) موادی هستند که می‌توانند گونه‌های رادیکال را در شرایط ملایم تولید کنند و واکنش‌های رادیکالی را به پیش ببرند. این مواد عموماً دارای پیوندهای ضعیف بوده که دارای انرژی تفکیک پیوند کوچک هستند. آغازگرهای رادیکال در فرآیندهای صنعتی مانند سنتز پلیمرها مورد استفاده قرار می‌گیرند. نمونه‌های متداول از این ترکیبات مولکول‌هایی با پیوند نیتروژن-هالوژن، ترکیبات آزو و پراکسیدهای آلی و معدنی هستند.

## ایمنی
برخی از آغازگرهای رادیکال مانند ترکیبات آزو و پراکسیدها می‌توانند در دماهای بالا منفجر شوند، بنابراین باید سرد نگهداری شوند.